# Subway (restauration)
Pour les articles homonymes, voir Subway.
 (janvier 2024).
Motif : La quasi-totalité du contenu de l'article ne traite pas d'information récente (après 2015), notamment la partie "Restaurants".

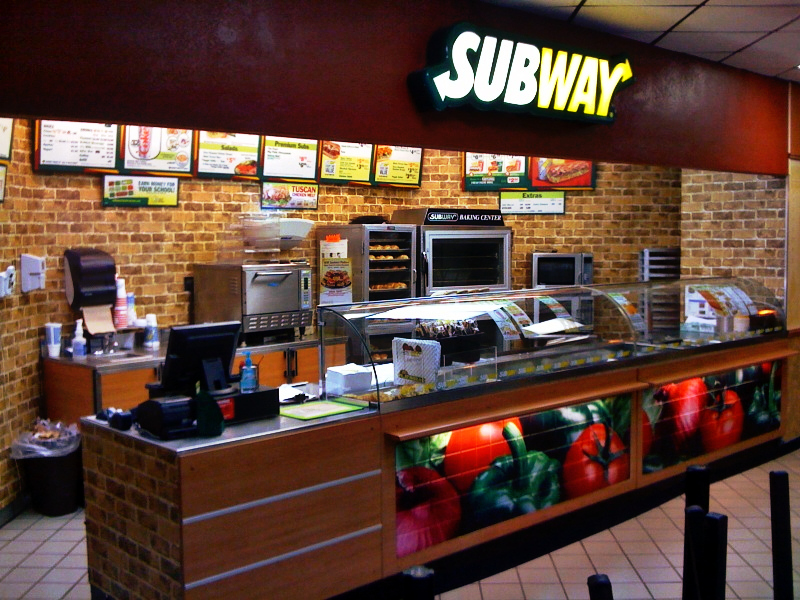
Un restaurant Subway au Texas.

Subway est une chaîne de restauration rapide américaine sous franchise, vendant principalement des sandwichs et des salades. « Subway » est un jeu de mots en référence à submarine sandwich (« sandwich sous-marin »), le pain ressemblant à un sous-marin et signifiant aussi métro en anglais.

## Histoire
Durant l'été 1965, Fred De Luca, âgé de 17 ans, étudiant en médecine, est conseillé par le docteur Peter Buck qui lui remet un chèque de 1 000 USD qui représentent son apport dans leur nouvelle activité commerciale. Le 28 août 1965, ce duo ouvre sa première sandwicherie à Bridgeport dans le Connecticut. En 1970, le réseau est lancé et quatre ans plus tard la marque est mise en franchise comme moyen de développement. En 2009, il existe plusieurs dizaines de milliers de restaurants à travers le monde (43 405 en mars 2015). L'entreprise fonctionne toujours sous un format familial et depuis la mort de son fondateur Fred de Luca en 2015, elle est dirigée par sa sœur Suzanne Greco.
Le premier restaurant Subway français a été ouvert en 2001 place de la Bastille à Paris. Son siège social se trouve actuellement à Cachan, dans le Val de Marne. Dans le pays, la marque s'est développée assez rapidement et possède en 2014 plus de 500 établissements, sous franchise, dans les principales villes. Dans la restauration rapide, Subway a réussi à trouver une place entre le style très français comme les boulangeries et le style pur américain basé sur les burgers.
Son slogan publicitaire est « Mangez frais! » au Québec (« Eat fresh! » en anglais). Le slogan officiel en France est « Préparés sous vos yeux ».
En 2014, au Royaume-Uni, en réponse à la « forte demande » de consommateurs musulmans, 185 de ses 1 500 points de vente proposent uniquement de la nourriture halal et retirent jambon et bacon de leur offre.
Au cours de l'année 2010, Subway devient la plus grande chaîne de restauration rapide, dépassant McDonald's quant au nombre de restaurants, avec près de 45 000 restaurants dans 110 pays en 2017.
Le groupe de hacker LockBit revendique l'attaque de la chaîne de restaurants en janvier 2024. LockBit aurait exfiltré des centaines de Go de données. Subway n'a pas confirmé l'attaque.

## Produits

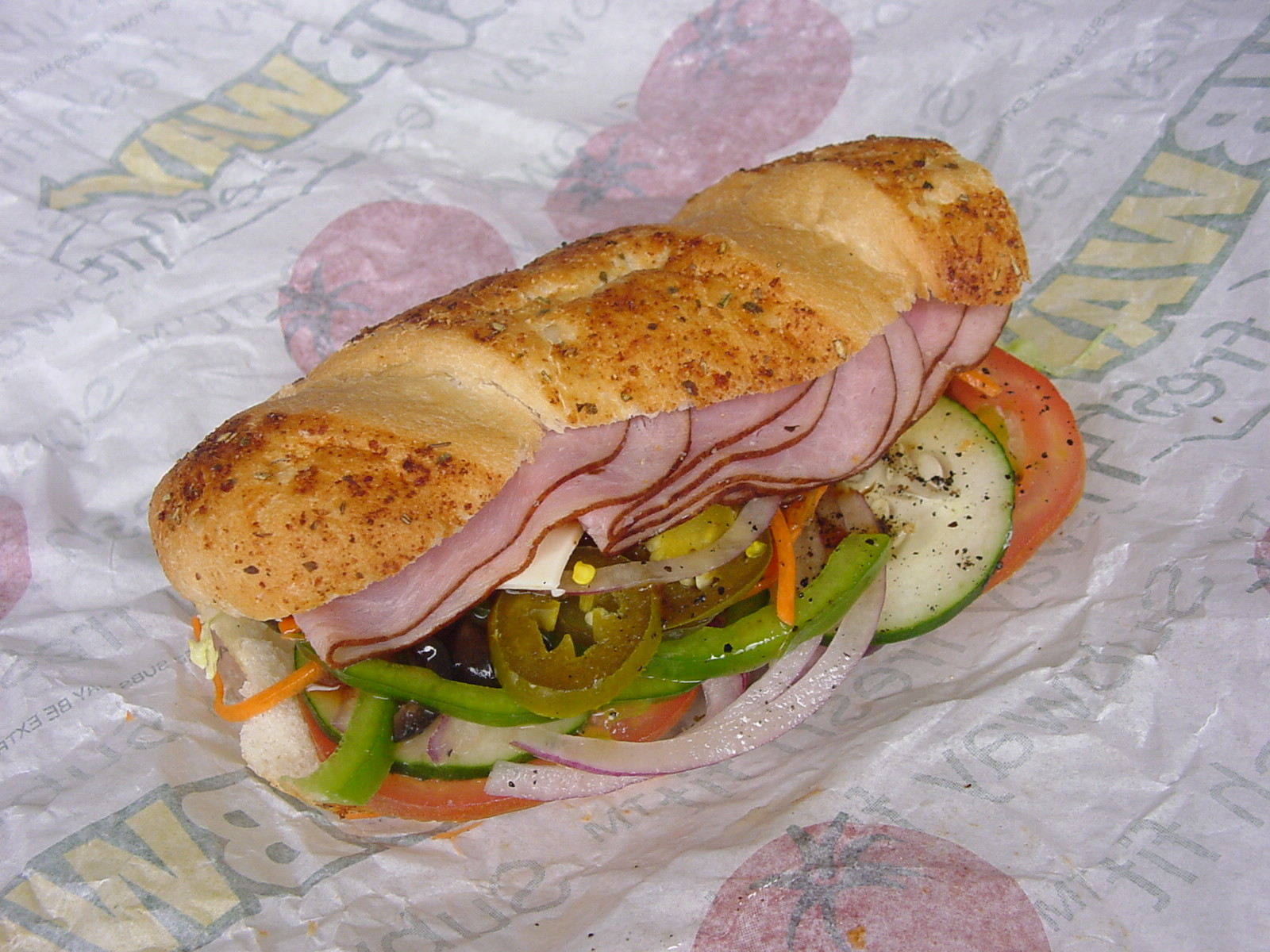
Un exemple de sandwich.

Le pain arrive congelé dans les restaurants puis décongelé et cuit sur place. Sept recettes de pain contiennent moins de six grammes de lipides.
Les produits sont placés dans des petits bacs afin de composer un sandwich ou une salade :
- différents choix de pain (complet, avoine et miel, italien , blanc, parmesan et origan, Flatbread (pain plat)) ;
- une recette prédéfinie (viandes, thon, etc.) ;
- les végétariens ont le choix également entre crudités ou galette végétarienne ;
- le sandwich est passé au grille-pain (en angl. toaster) ;
- les légumes sont au choix.

La fabrication du sandwich dure théoriquement moins de 3 minutes.
La franchise insiste sur le caractère plus diététique de ses produits comparés à ceux des franchises de restauration rapide « traditionnelles » (ce qui est controversé, voir chapitre « Mise en cause et controverses ») et sur une offre non centrée sur les viandes et volailles (toujours par comparaison avec les franchises concurrentes).

## Restaurants
- Plus de 1 000
- Entre 100 et 1 000

Nombre de Subway dans le monde en 2018 :
Plus de 1000
Entre 100 et 1000
Entre 10 et 99
Entre 1 et 9
0

En mars 2001, Subway dispose de plus de 36 000 restaurants dans 96 pays. Ainsi, depuis cette date, Subway a dépassé McDonald's et devient la première chaîne de restauration rapide au monde quant au nombre de restaurants. En revanche, ce n'est pas le cas quant au chiffre d'affaires. La totalité du parc est franchisée. En 2014, Subway possède 42 793 restaurants implantés dans 105 pays.
En France, le nombre de restaurants Subway a dépassé 100 en mai 2010 et en novembre 2012, la chaîne ouvre son 400e restaurant. La chaîne prévoit d’ouvrir un total de 1 400 restaurants d'ici à 2015. Cela dit, la firme échoue alors qu'elle ne compte que 514 magasins en France en 2014 et que 50 d'entre eux ferment en 2015.
On compte 315 restaurants en France en 2021.

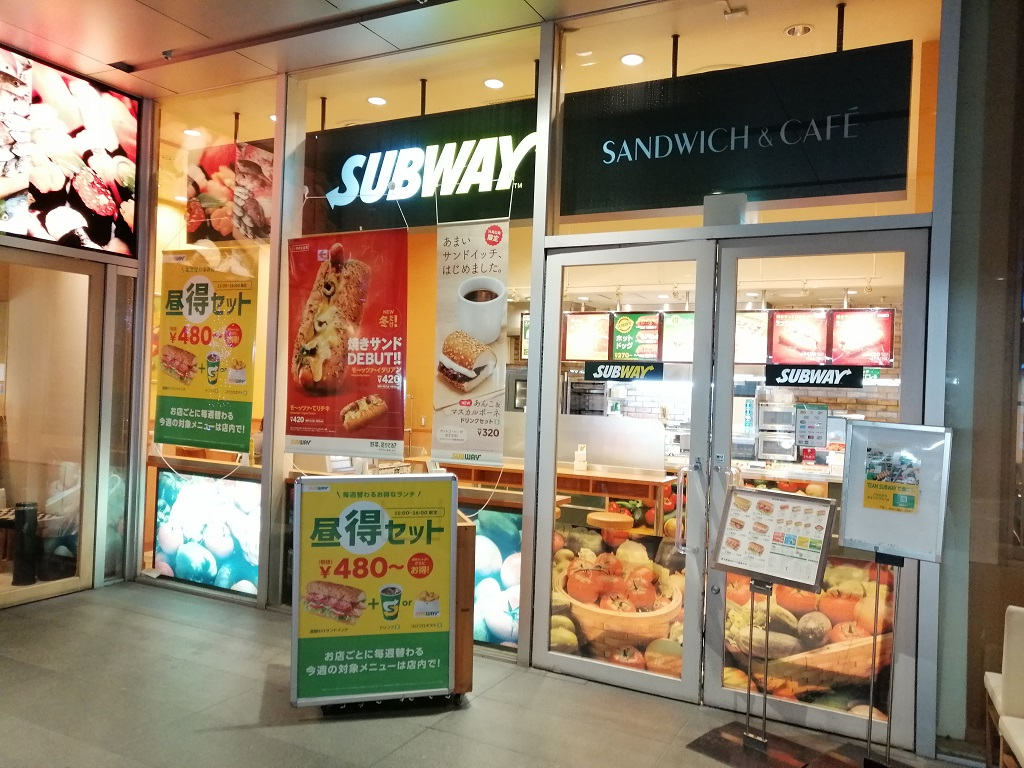
Un restaurant Subway à Nagoya, au Japon.
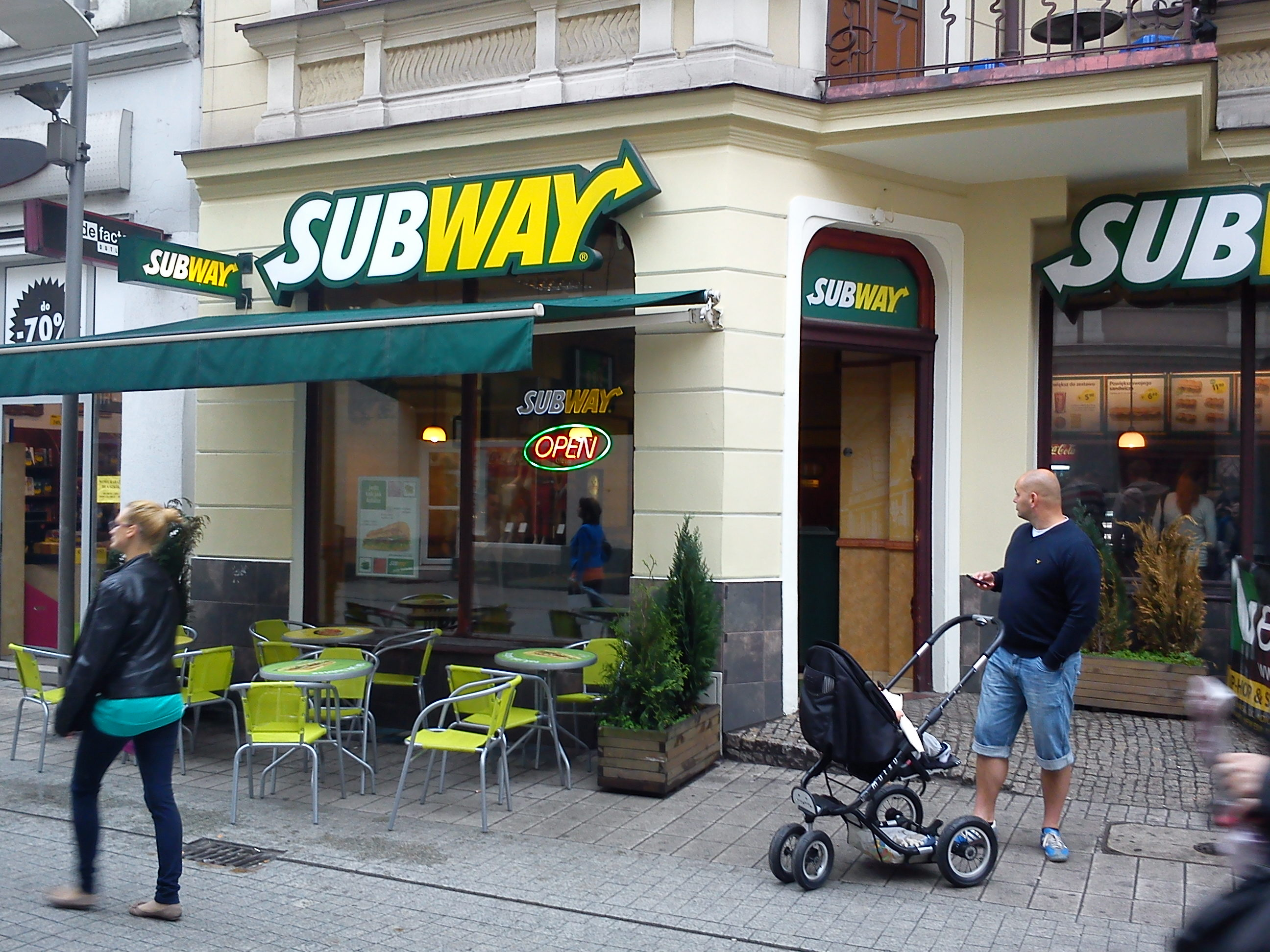
Un restaurant Subway à Poznań, en Pologne.
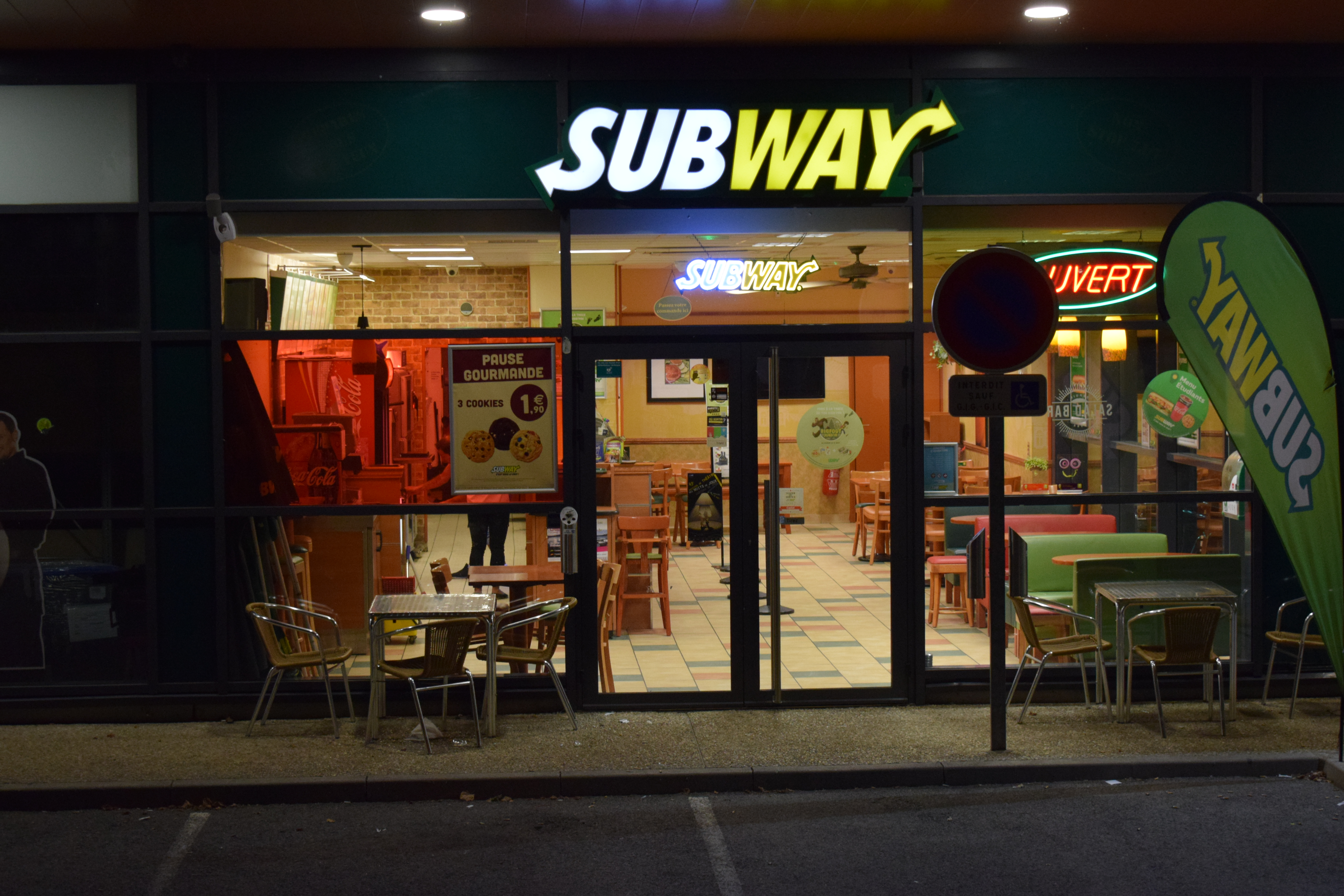
Un restaurant Subway à Pontarlier, en France.
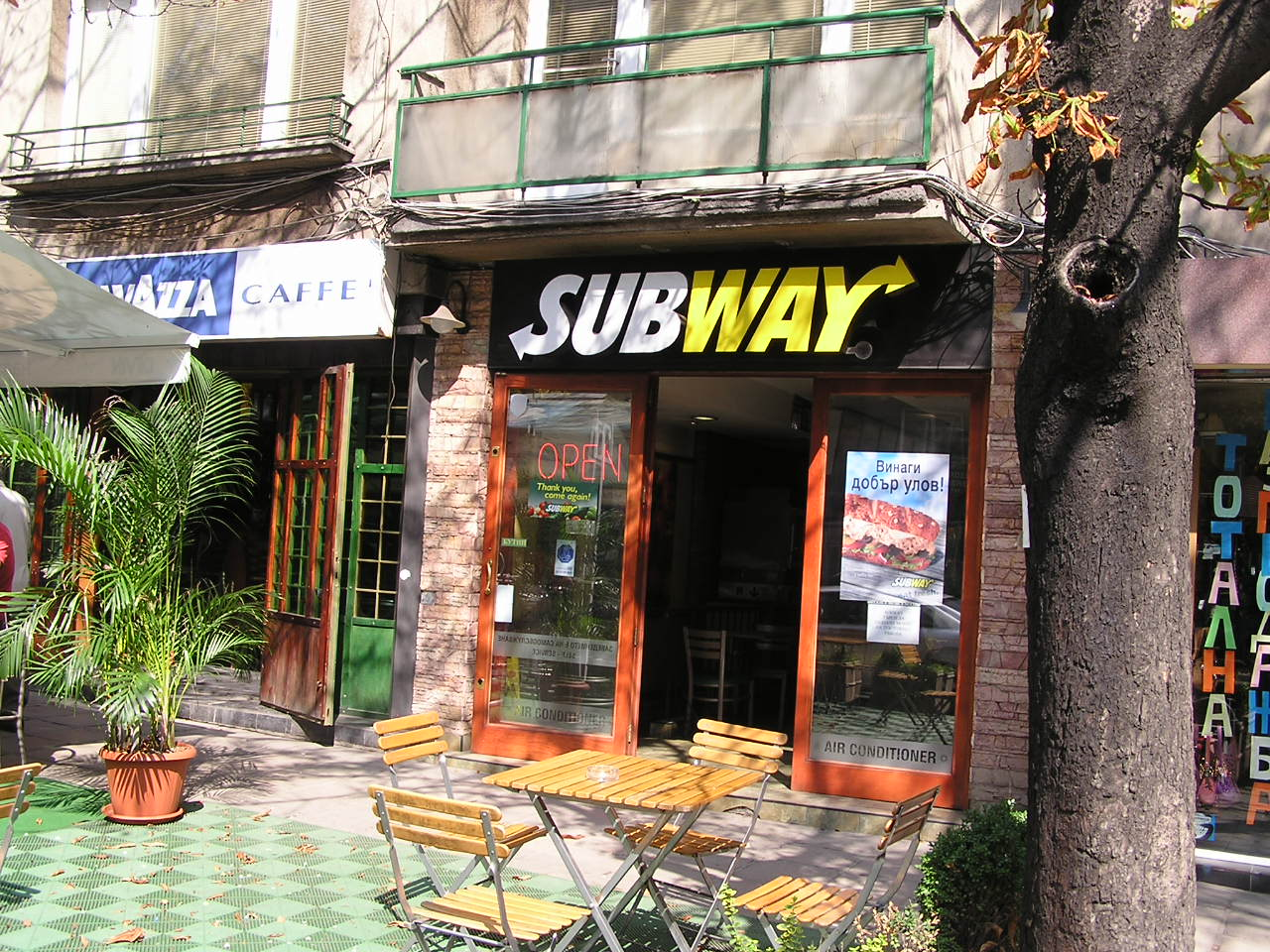
Un restaurant Subway à Sofia, en Bulgarie.
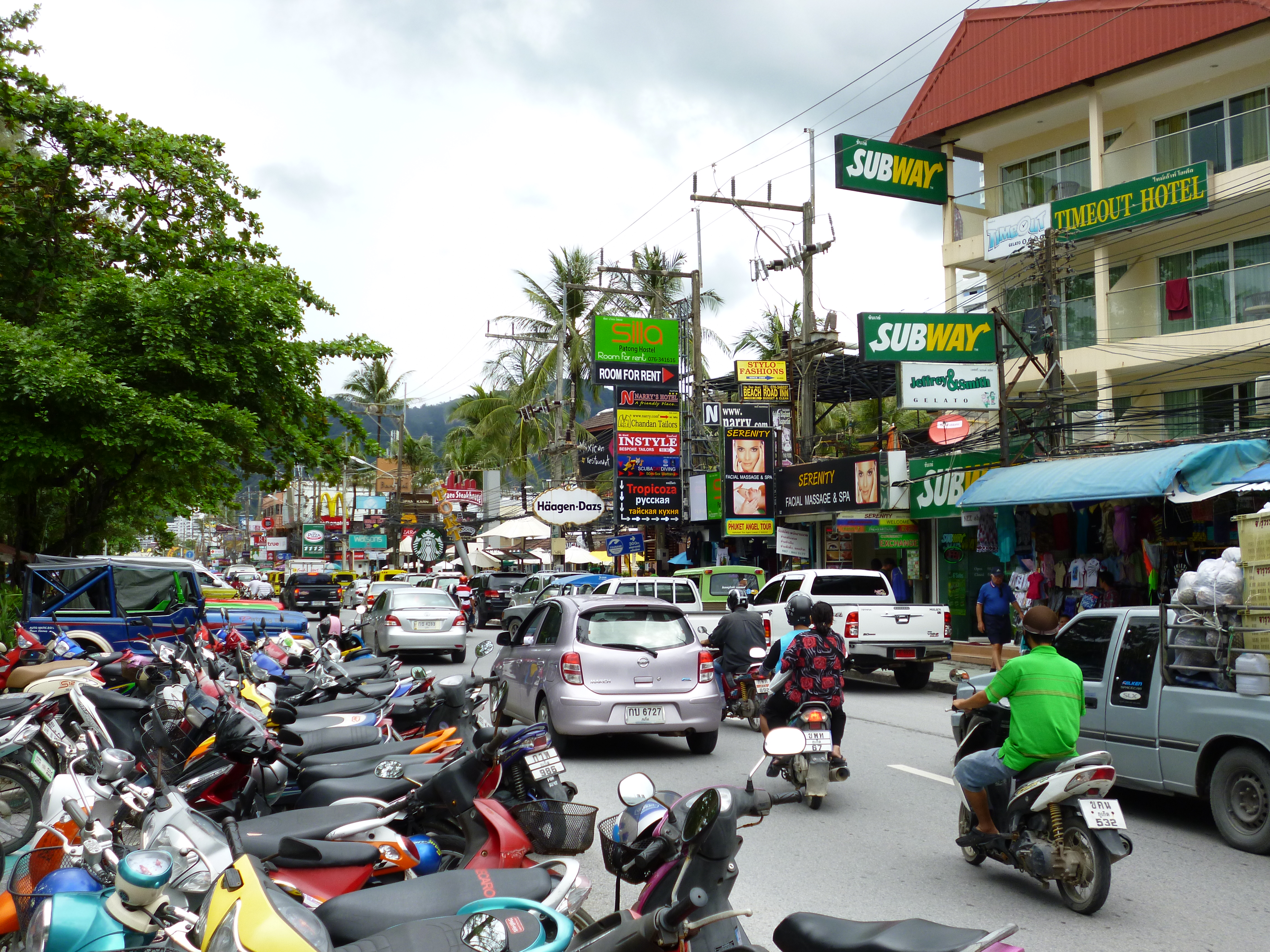
Un restaurant Subway à Phuket, en Thaïlande.
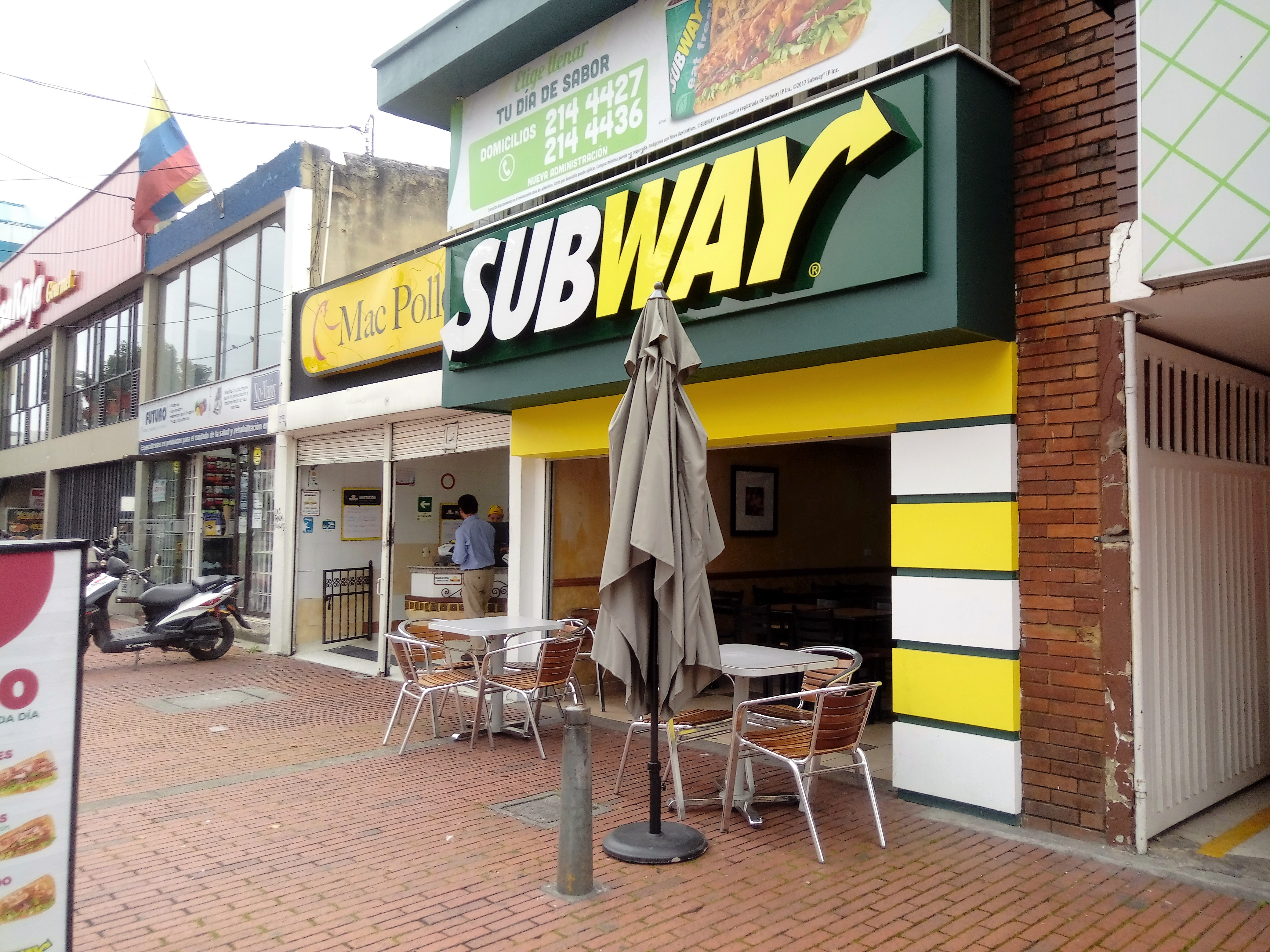
Un restaurant Subway à Bogota, en Colombie.

## Publicité
Subway fait usage du placement de produit dans la série télévisée Chuck. En 2009, pour assurer une troisième saison, des fans de la série se rendent chez Subway le 27 avril 2009 afin de convaincre NBC de poursuivre Chuck. Finalement, une troisième saison est commandée et une personne proche de l'affaire déclare que le placement de produit sur la série est la meilleure publicité de Subway « depuis plusieurs années ».
En France, Subway sponsorise des équipes locales, distribue des coupons de réduction et propose via sa propre radio un programme musical ainsi que des spots dédiés.
Au Québec, les publicités télé-diffusées mettaient en vedette un singe portant un chandail de Subway et vivant quelques aventures farfelues de l'univers du restaurant, comme en proposant au téléspectateur de courts jeux de moins de 10 secondes.

## Mises en cause et controverses
Selon un article paru en 2013 dans le magazine Capital, ainsi que dans le documentaire « Le monde selon Subway » diffusé en 2015 dans l'émission Spécial investigation sur Canal+, la politique de franchise des restaurants de la marque (Subway ne possédant aucun restaurant en propre) serait défavorable aux franchisés, du fait des frais de fonctionnement trop élevés (notamment du taux de royalties de 12,5 %, bien plus élevé que la norme dans ce secteur), ou du contrat de franchise qui est régi par le droit de common law (avec notamment le recours à des comités d'arbitrage américains), rendant difficile pour les franchisés en dehors des États-Unis d'avoir la possibilité de se défendre en cas de litige. Selon Capital, en 2013, « parmi les quelque 200 franchisés ayant déposé leurs comptes [en France] ces deux dernières années, 35 % sont en perte ». En 2015, ce chiffre monte à 39 % selon Spécial investigation,. Entre 2008 et 2010, « 45 % des restaurants ont changé de mains ».
Par ailleurs, les allégations « santé » des produits servis par la marque par rapport à ses concurrents de la restauration rapide (comme McDonald's) sont contestés, car les clients, pouvant composer eux-mêmes leurs sandwiches, et donc rajouter des suppléments caloriques, n'obtiennent pas des repas équilibrés comme le laisserait supposer l'enseigne dans sa publicité,.
Subway a également été mis en cause par des enquêtes journalistiques pour des pratiques d'optimisation fiscale qui lui permettent de réduire quasiment à néant ses impôts, en faisant transiter ses fonds européens par les Pays-Bas puis le Liechtenstein.
Les aliments utilisés par les franchisés font souvent l'objet de controverses. En septembre 2020, un franchisé irlandais réclamait que son pain ne soit plus taxé car classé comme aliment de base. Cela lui a été refusé car le pain des sandwichs est trop sucré : 10% du poids de la farine alors qu'elle ne doit pas excéder 2%.
En février 2017, une analyse universitaire révèle que le poulet Subway contient du soja et seulement 50% d'ADN de poulet. En janvier 2021, l'enseigne est poursuivie pour le thon qu'elle utilise. Il ne contiendrait en réalité pas de poisson, mais « un mélange de préparations variées, mixées ensemble pour imiter l'apparence du thon ».

## Subway dans la culture populaire
La franchise a connu de nombreuses adaptations dans les séries et dessins animés. Il y est fait référence notamment dans South Park, Les Simpson ou Community[réf. nécessaire].
Plus originalement[non neutre], le manga shōnen-ai Sekai-Ichi Hatsukoi propose dans l’épisode 12 de la deuxième saison une variante du Subway appelée PandaWay reprenant clairement la franchise[réf. nécessaire].